# シャノン・ハム
シャノン・ハム（Shannon Hamm、1967年12月10日 - ）は、アメリカのギタリストで、1998年から2001年にチャック・シュルディナーの死去に伴い解散するまで、デスメタルバンド「デス」のリズムギタリストとして最もよく知られている。彼はシュルディナーの別のバンド、コントロール・ディナイドにも参加していた。

## 略歴
ハムは1980年代、テキサス州ヒューストンを拠点とするメタルバンド「メタルストーム」のメンバーであった。特にパンテラのダイムバック・ダレルとは親しい友人である。アボットによれば、ハムはメタルストームに在籍していた頃、パンテラのグラムメタル時代にダレルを「上回った」という。2人ともテキサスの地元メタル音楽シーンの一員だった。
1994年にフロリダに移り住み、仲間のミュージシャンを探し始めた彼は、タロンズフューリーのドラマー、クリス・ウィリアムズと出会った。ウィリアムズはチャック・シュルディナーのオーディションを受け、コントロール・ディナイドの初代ドラマーとして採用され、1ヶ月後にハムも加わった。
シュルディナーは1997年にニュークリア・ブラストと契約し、デスのアルバムをリリースした後、コントロール・ディナイドのアルバムを制作することができました。その結果、ハムはデスの最後のアルバム『サウンド・オブ・パーサヴィーランス』で演奏し、1998年にはバンドとツアーを行った。翌年には、コントロール・ディナイドのアルバム『ザ・フラジャイル・アート・オブ・エグジスタンス』でギターを演奏した。
2007年12月12日、ハムはシュルディナーの命日を記念してケベックのシアター・インペリアルでトリビュート・ショーを行った。元デスのギタリスト、ボビー・ケルブルと元デスのベーシスト、スコット・クレンデニン、そしてクレイドル・オブ・フィルスやディム・ボルガーのニック・バーカーもこのショーに出演した。ギター演奏と歌唱の大部分は、デスのトリビュートバンド、シンボリックのメンバーによって行われた。このショーは録画され、2010年12月に公開される予定だった。

## 私生活
2009年10月1日、シャノン・ハムが自宅で重度の心臓発作を起こし、入院したことが発表された。

## ディスコグラフィ
- Death - The Sound of Perseverance (1998)
- Control Denied - The Fragile Art of Existence (1999)